# قانون الأداة
قانون الأداة وتسمّى أيضا مطرقة ماسلو أو المطرقة الذهبية هو انحياز استعرافي يتضمن الاعتماد الزائد على أداة مألوفة. وكما قال آبراهام ماسلو سنة 1966: "من المغري، إذا كانت الأداة الوحيدة لديك هي مطرقة أن تعتبر كل شيء كما لو كان مسمارا."
يُنسب المفهوم إلى ماسلو وأبراهام كابلان، على الرغم من أن خط المطرقة والمسمار قد لا يكون أصليًا لأي منهما.